# Вологдин, Сергей Петрович
Сергей Петрович Вологдин (1874—1926) — русский советский учёный-металловед, профессор.
Автор (совместно с М. Г. Евангуловым (1870—1942)) первого русского учебника по металлографии («Металлография», 1905).
Брат Валентина Петровича Вологдина.

## Биография
Родился 24 августа (12 августа по старому стилю) 1874 года в Кувиновском заводе Пермской губернии (ныне с. Кува Пермского края).
Окончил Петербургский технологический институт (1897).
С 1899 работал на заводе общества франко-русских заводов в Петербурге помощником начальника и начальником меднопрокатного цеха.
В 1905 был избран членом Петербургского совета рабочих депутатов и членом исполкома Совета. В конце 1905 арестован и затем приговорён к ссылке в Сибирь, которая была заменена высылкой на 3 года за границу.
В 1906—1909 работал в Париже в лаборатории А. ле Шателье. С 1909 — профессор металлургии Донского политехнического института (ДПИ). В сентябре 1909 года на базе лаборатории металлографии и металлургии, образованной в 1907 году при механическом факультете ДПИ, организовал кафедру «Металлографии и металлургии» и стал первым её заведующим.
Научную работу начал ещё в Петербурге, где организовал металлографическую лабораторию. Был одним из пионеров применения металлографических исследований для контроля производства. Вологдин занимался также изучением свойств огнеупорных материалов (о результатах его работы в этой области было доложено в 1909 на Международном конгрессе по прикладной химии), исследованием кристаллизации железа и других сплавов, изучением процессов коррозии котельного железа, определением теплоты образования силикатов, сернистого марганца, ферратов кальция и других соединений в металлургических шлаках.
Умер в Новочеркасске 6 июня 1926 года.